# Matías González (Fußballspieler, 1925)
Matías González (* 6. August 1925 in Artigas; † 12. Mai 1984) war ein uruguayischer Fußballspieler.

## Karriere

### Verein
Der 1,80 Meter große Innenverteidiger, der 1948 nach Montevideo kam, spielte auf Vereinsebene für den uruguayischen Verein Club Atlético Cerro.

### Nationalmannschaft
González war auch Mitglied der Nationalmannschaft seines Heimatlandes und nahm mit ihr an der Fußball-Weltmeisterschaft 1950 teil. In diesem Turnier kam er in allen Spielen seiner Mannschaft zum Einsatz und gewann mit ihr den Weltmeistertitel. Als einziger Spieler der Mannschaft lag sein Geburtsort im Landesinneren Uruguays. Er stammte also nicht wie die anderen aus Montevideo und Umgebung. Zudem nahm er an der Copa América, den Südamerikameisterschaften 1949, 1953 und 1955 teil. Im Jahr 1953 konnte dabei sein Land den dritten Platz erreichen. 
Insgesamt absolvierte er von seinem Debüt am 13. April 1949 bis zu seinem letzten Einsatz am 10. Oktober 1956 30 Länderspiele, bei denen ihm jedoch ein Torerfolg versagt blieb.

## Sonstiges
In Artigas trägt das 6.000 Zuschauer fassende, nahe der Puente Internacional de la Concordia gelegene städtische Stadion González zu Ehren dessen Namen.